# Mafia & Fluxy

Mafia & Fluxy est une section rythmique reggae du Royaume-Uni, et une équipe de production composée des frères Leroy (basse) et David Heywood (batterie), tous deux nés à Tottenham, dont la carrière a débuté en 1977 à Londres avec le groupe The Instigators.

## Biographie
Ils ont joué avec les artistes jamaïcains en tournées au Royaume-Uni, puis sont partis en Jamaïque en 1987, pour la création de pistes rythmiques pour des producteurs tels que Bunny Lee, King Jammy, Donovan Germain, et Philip "Fatis" Burrell (en), devenant ainsi l'une des sections rythmique les plus demandées pendant la période ragga. Ils créent leur propre label, produisant des artistes comme Sugar Minott, King Kong, Gregory Isaacs, Johnny Osbourne, Cornell Campbell, ou General Levy.
Ils ont produit une série d'albums intitulée Reggae Heights, avec des chanteurs classiques tels que Johnny Clarke, Barry Brown, Gregory Isaacs, et John Holt mixant les pistes voix classiques des chanteurs sur des instrumentales recréées par eux.
Entre 1993 et 1995, le duo s'internationalise en remixant des pistes pour Janet Jackson, Stevie Wonder, Shaggy, Aaliyah, The Gipsy Kings, Boy George ou encore Sting. Ils travaillent également avec Soul II Soul avec qui ils partent en tournée et assurent la première partie de James Brown.  
Leroy 'Mafia' Heywood a également connu une carrière en solo.

## Albums
- A New Galaxy of Dub, Ariwa
- Revival Hits Vol. 1 (1992), Mafia & Fluxy
- Revival Hits Vol. 2 (1994), Mafia & Fluxy
- Mafia & Fluxy Present... (1994), RCA
- Revival Hits Vol. 3 (1994), Fashion. (1996), Mafia & Fluxy
- Mafia & Fluxy Presents: Reggae Mega Hits Vol. 1 (1995), BMG
- Dub Wicked: Michael Rose Meets Mafia & Fluxy at the Grass Roots of Dub (1997), Heartbeat
- Mafia & Fluxy (1998), Mafia & Fluxy
- Mafia & Fluxy Presents: Roots & Culture Vol. 1 (1999), Mafia & Fluxy
- Mafia & Fluxy Presents: Roots & Culture Vol. 2 (1998), Mafia & Fluxy
- Mafia & Fluxy Presents: Music for Lovers, Vol. 1 (1999), Mafia & Fluxy
- Introducing Lovers Revival Hits (1999), Distribution Fusion
- Revival Hits Vol. 4 (2000), Mafia & Fluxy
- Soul of The Gong (2000), Cactus
- Mafia & Fluxy Presents: Music For Lovers Vol. 2 (2000), Mafia & Fluxy
- Mafia & Fluxy Presents: Reggae Heights - John Holt (2001), Mafia & Fluxy
- Mafia & Fluxy Presents: Reggae Heights - Gregory Issacs (2001), Mafia & Fluxy
- Mafia & Fluxy Presents: Music For Lovers Vol. 3 (2001), Mafia & Fluxy
- Mafia & Fluxy Presents: Roots & Culture Vol. 3 (2001), Mafia & Fluxy
- Mad Professor Meets Mafia & Fluxy - Sci-Fi Dub Series, Pt. 1: From Mars With Dub (2002), Ariwa
- Entebbe Sounds Meets Mafia & Fluxy - Propa Dubwise Pt. 1 (2002), Entebbe Sounds
- Mafia & Fluxy Presents: Roots and Culture Vol. 4 (2002), Mafia & Fluxy
- Mafia & Fluxy Presents: Music For Lovers Vol. 4 (2002), Mafia & Fluxy
- Gussie P. Meets Mafia & Fluxy - Dub Wax: Book Of Dub Vol. 1 (2003), Gussie P Records
- Gussie P. Meets Mafia & Fluxy - Dub Wax: Book Of Dub Vol. 2 (2004), Gussie P Records
- A Reggae Christmas (2004), Mafia & Fluxy
- Mafia & Fluxy Presents: Strictly Vocals (2004), Mafia & Fluxy
- Entebbe Sounds Meets Mafia and Fluxy Propa Dubwise Pt. 1 (2004), Entebbe Sounds
- Mafia & Fluxy Presents: Music For Lovers Vol. 5 (2004), Mafia & Fluxy
- Mafia & Fluxy Presents: Music For Lovers Vol. 6 (2004), Mafia & Fluxy
- Hot It Up - R'N'B And Dancehall Mixes (2x LP) (2005), Mafia & Fluxy
- Mafia & Fluxy Presents: Roots and Culture Vol. 5 (200?), Mafia & Fluxy
- Mafia & Fluxy Presents: Roots and Culture Vol.6 (2006), Mafia & Fluxy
- Mafia & Fluxy Presents: Strictly Vocals Vol. 2 (2006), Mafia & Fluxy
- Zion Riddim by Mafia and Fluxy (2006), Mafia & fluxy
- Mad Professor Meets Mafia & Fluxy - Sci-Fi Dub Series, Pt. 2: New Galaxy (2006), Ariwa
- Rocking Time Riddim By Mafia & Fluxy (2007), Heartbeat
- Borderline Riddim By Mafia & Fluxy (2007), Mafia & Fluxy
- From R&B to Reggae, Vol. 1 (2007), Mafia & Fluxy
- Mafia & Fluxy Presents: Reggae Heights - Barry Brown (2012) Mafia & Fluxy
- Mafia & Fluxy Presents: Reggae Heights -  Johnny Clarke (2012) Mafia & Fluxy
- Mafia & Fluxy Presents: Strictly Vocals Vol. 3 (2012), Mafia & Fluxy
- Live and Love Riddim By Mafia & Fluxy (2012), Mafia & Fluxy
- Bun N Cheese Riddim By Mafia & Fluxy (2012), Mafia & Fluxy